# Кубок Испании по футболу 1952/1953
Кубок Испании по футболу 1952/1953 — 49-й розыгрыш Кубка Испании по футболу выиграл Барселона. Этот кубок стал двенадцатым в истории команды. 
Соревнование прошло в период с 1 октября 1952 по 21 июня 1953 года.

## Результаты матчей

### 1/4 финала
| Команда 1   | Итог | Команда 2       | 1-й матч | 2-й матч |
| ----------- | ---- | --------------- | -------- | -------- |
| Баракальдо  | 2:7  | Атлетик Бильбао | 1:1      | 1:6      |
| Расинг      | 1:3  | Барселона       | 1:0      | 0:3      |
| Реал Мадрид | 5:3  | Реал Сосьедад   | 4:0      | 1:3      |
| Эспаньол    | 5:6  | Атлетико Мадрид | 3:1      | 2:5      |

### 1/2 финала
| Команда 1   | Итог | Команда 2       | 1-й матч | 2-й матч |
| ----------- | ---- | --------------- | -------- | -------- |
| Барселона   | 9:3  | Атлетико Мадрид | 8:1      | 1:2      |
| Реал Мадрид | 3:4  | Атлетик Бильбао | 2:2      | 1:2      |

### Финал
| 21 июня, 1953           | \| Барселона \| 2:1 \| Атлетик Бильбао \| \| Кубала 46′ · Манчон 57′ \| Голы \| Венансио 61′ \| | Чамартин, Мадрид Зрителей: 67 000 |
| Барселона               | 2:1                                                                                             | Атлетик Бильбао                   |
| Кубала 46′ · Манчон 57′ | Голы                                                                                            | Венансио 61′                      |